# 奧恩貝格山
47°18′5″N 8°53′22″E / 47.30139°N 8.88944°E

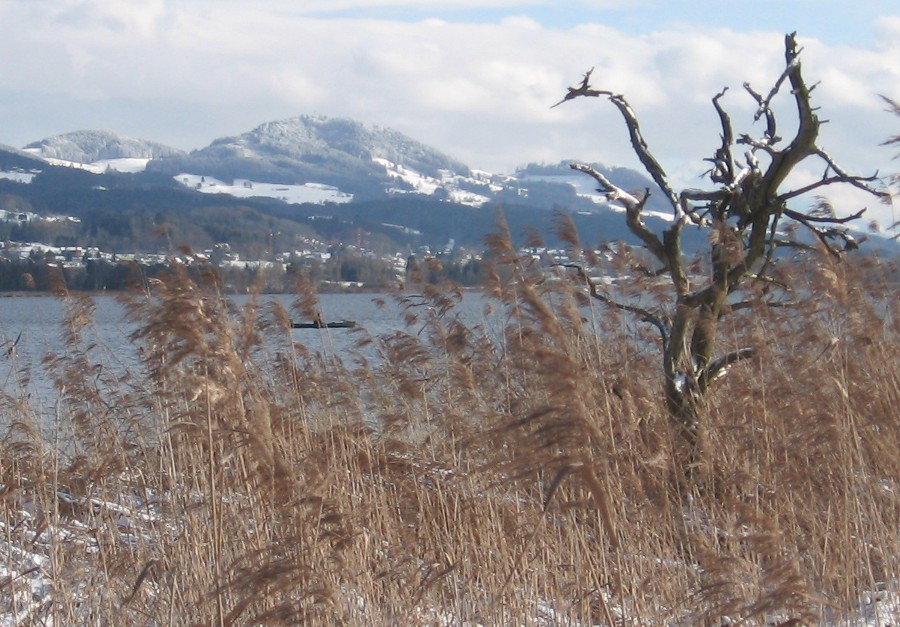

奧恩貝格山（Auenberg），是瑞士的山峰，位於該國北部，由蘇黎世州負責管轄，距離巴赫特爾山0.5公里，該山峰海拔高度1,051米，每年平均降雨量1,869毫米。